# Kivijärvi (sjö i Finland, Norra Savolax)
Kivijärvi är en sjö i Finland. Den ligger i kommunen Tuusniemi i landskapet Norra Savolax, i den sydöstra delen av landet, 300 km nordost om huvudstaden Helsingfors. Kivijärvi ligger 120,8 meter över havet. I omgivningarna runt Kivijärvi växer i huvudsak blandskog. Den är 18,5 meter djup. Arean är 94,5 hektar och strandlinjen är 7,17 kilometer lång. Sjön  ingår i Vuoksens huvudavrinningsområde. 